# Mixin Network

Logo de Mixin Network.

Mixin Network es un proveedor de redes de transacciones financieras peer-to-peer con sede en Hong Kong. En julio de 2023, afirmaba tener más de un millón de usuarios.
En septiembre de 2023, Mixin Network sufrió un ataque contra su proveedor de computación en la nube, lo que provocó la pérdida de unos 200 millones de dólares en activos. Tras el ataque, suspendió los depósitos y las retiradas de fondos.